# Thinophilus aquaticus
Thinophilus aquaticus är en tvåvingeart som beskrevs av Becker 1914. Thinophilus aquaticus ingår i släktet Thinophilus och familjen styltflugor. Inga underarter finns listade i Catalogue of Life.